# Алексєєвський Микола Євгенович
Микола Євгенович Алексєєвський (10 (23) травня 1912, Петропавловськ — 23 вересня 1993) — радянський фізик — експериментатор, член-кореспондент Академії наук СРСР (1960).

## Біографія
Народився у Петропавловську.
Закінчив Ленінградський політехнічний інститут (1936). У 1936—1941 роках працював у Харківському фізико-технічному інституті.
З 1942 працював в Інституті фізичних проблем АН СРСР (старший науковий співробітник, завідувач лабораторії).
Похований на Троєкурівському цвинтарі .

## Наукова діяльність
Роботи присвячені фізиці низьких температур. У 1936—1938 роках спільно з Л. В. Шубниковим і В. І. Хоткевичем вивчав руйнування надпровідності металів і сплавів при одночасному впливі струму, що протікає, і зовнішнього магнітного поля, виявив особливості цього руйнування, отримав (у 1936 році) перший експериментальний доказ щодо природи руйнування надпровідності струмом. Провів дослідження надпровідних властивостей чистих металів та металевих сплавів. Вивчаючи кінетику надпровідних переходів, встановив, що руйнування надпровідності струмом пов'язане з виникненням проміжного стану та перехід у цей стан відбувається нерівноважним чином. Досліджував вплив гідростатичного тиску та пружних одновісних деформацій на надпровідні властивості металів та сплавів. Здійснив цикл робіт з вивчення гальваномагнітних властивостей чистих металів у сильних магнітних полях за низьких температур (Державна премія СРСР, 1967). Виявив надпровідність у ряду сплавів з ненадпровідних компонентів та досліджував їх властивості (премія імені Н. Д. Папалексі, 1951). досліджував властивості багатокомпонентних сплавів та сполук як у нормальному, так і у надпровідному стані.

## Роботи
- Н. Алексеевский. Новые сверхпроводники. — УФН, Т.95, № 6, 1968.
- Н. Алексеевский, Д. И. Хомский. Сверхпроводники с тяжёлыми фермионами. — Успехи физических наук, Т.147, № 12, 1985.

## Нагороди
- Премія імені Н. Д. Папалексі (1951).
- Державна премія СРСР (1967).